# GSA Today (Magazin)
Die GSA Today ist ein mit elf Ausgaben pro Jahr erscheinendes Magazin für die Mitglieder der Geological Society of America. Das Magazin, das Online frei zugänglich ist, befasst sich mit wissenschaftlichen Beiträgen und Nachrichten aus dem Bereich der Geologie und mit mitgliederbezogenen Themen.

## Aktuelle Ausgaben und Archiv
Seit der Erstausgabe des Magazins wurde die Erscheinungsweise nicht geändert. Neben der Druckausgabe ist das Magazin auch in digitaler Form verfügbar. Das Archiv, das alle Ausgaben seit Januar 1991 beinhaltet, führt jedoch nur die wissenschaftlichen Artikel der jeweiligen Ausgaben.